# 導彈驅逐艦

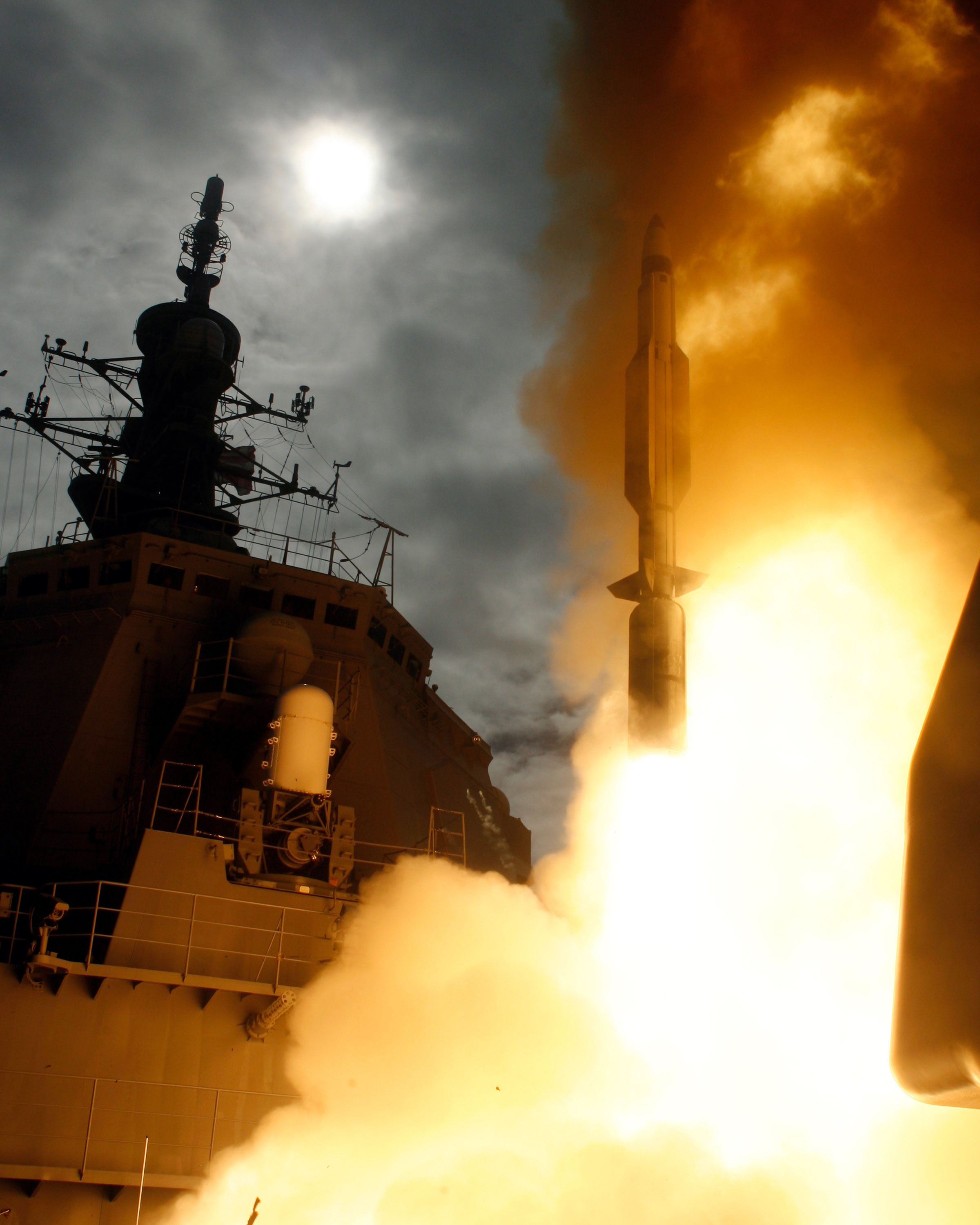
日本海上自衛隊金剛級護衛艦的Mk 41 Mod6垂直發射系統發射一枚RIM-161標準三型遠程防空飛彈(SM-3)。

导弹驱逐舰是一種能发射反舰导弹的驱逐舰，许多飛彈驅逐艦还有反潛、防空和对地攻击作战的能力，除舰炮外，导弹驱逐舰通常还配备大型导弹发射器，它通常位於舰载垂直发射系统內。
导弹驱逐舰上通常装有强大的作戰系統配套3D 雷達或相位陣列雷達，如美国海軍的神盾戰鬥系統配套AN/SPY-1或AN/SPY-6，法國海軍、義大利海軍與英國皇家海軍的PAAMS配套EMPAR或SAMPSON，讓系统可发挥反导弹或反弹道导弹防御作用，在北大西洋公約組織通用舰船分类符号中，导弹驱逐舰的符號為DDG(Destroyer, Guided Missile)。

## 現役船艦
- 澳洲皇家海軍
  - 3艘霍巴特级驱逐舰
- 中國人民解放軍海軍
  - 8艘055型導彈驅逐艦
  - 25艘052D型導彈驅逐艦
  - 6艘052C型導彈驅逐艦
  - 2艘052B型導彈驅逐艦
  - 2艘051C型導彈驅逐艦
  - 1艘051B型導彈驅逐艦
  - 4艘现代级导弹驱逐舰
- 法國海軍
  - 2艘佛賓級驅逐艦
- 意大利海軍
  - 2艘安德烈亞·多里亞級驅逐艦
  - 2艘杜兰德·泽拉·潘尼级驱逐舰
- 印度海軍
  - 2艘維沙卡帕特南級驅逐艦
  - 3艘拉傑普特級驅逐艦
  - 3艘德里级驱逐舰
  - 3艘加尔各答级驱逐舰
- 海上自衛隊
  - 2艘摩耶級護衛艦
  - 2艘愛宕級護衛艦
  - 4艘金剛級護衛艦
  - 2艘朝日級護衛艦
  - 4艘秋月級護衛艦
  - 5艘高波級護衛艦
  - 9艘村雨級護衛艦
  - 8艘朝霧級護衛艦
- 韓國海軍
  - 3艘廣開土大王級驅逐艦
  - 6艘忠武公李舜臣級驅逐艦
  - 3艘世宗大王級驅逐艦
  - 1艘正祖大王級驅逐艦
- 俄羅斯海軍
  - 4艘现代级导弹驱逐舰
  - 8艘无畏级驱逐舰
- 中華民國海軍
  - 4艘基隆級驅逐艦
- 英國皇家海軍
  - 6艘45型驅逐艦
- 西班牙海軍
  - 5艘阿爾瓦羅·巴贊級巡防艦
- 美國海軍
  - 73艘阿利·伯克級驅逐艦
  - 3艘朱姆沃爾特級驅逐艦